# エジプト第28王朝

エジプト第28王朝

エジプト第28王朝（エジプトだい28おうちょう）は、通常エジプト末期王朝に分類される3番目の王朝。第28王朝は紀元前404年から紀元前398年まで存続した。この王朝に属する王はアミルタイオス（アメンイルディス）ただ一人である。彼はプサメティコス5世としても知られている。アミルタイオスは恐らくリビア人の首長イナロス2世（彼はプサメティコス3世の孫である。）と共に紀元前465年から紀元前463年にかけてアケメネス朝に対して反乱を起こしたサイスのアミルタイオスの孫である。

## 歴史
紀元前411年の初頭、エジプト人であったアミルタイオスはアケメネス朝の王ダレイオス2世（エジプト第27王朝最後のファラオでもある。）に対して反乱を起こした。彼はクレタ人傭兵の力も借りて、紀元前405年にペルシア人をメンフィスから追放することに成功した。翌紀元前404年にダレイオス2世が死去すると、アミルタイオスがエジプト王であることが宣言された。しかし、ダレイオス2世の後を継いでペルシア王となったアルタクセルクセス2世はエジプトを再征服すべく遠征を試みた。しかし、兄弟である小キュロスの政治的脅威のため、実現することはできなかった。そのことがアミルタイオスが全エジプトの支配を固めることを可能にした。
アミルタイオスの治世について知られていることはほとんど無い。この王朝に属する記念碑は発見されていない。
紀元前398年、アミルタイオスはネフェリテス1世（ネファルド1世）によって殺害された。これによって第28王朝は終了し、エジプト第29王朝が始まった。

## 歴代王
| 名前                             | 画像 | 在位                      | 即位名 | 備考             |
| -------------------------------- | ---- | ------------------------- | ------ | ---------------- |
| アミルタイオス/プサメティコス5世 |      | 紀元前404年 - 紀元前398年 |        | 第28王朝の創設者 |